# Kara-Kulža
Kara-Kulža (in kirghiso Кара-Кулжа?, Kara-Kulja) è una città del Kirghizistan, capoluogo del distretto omonimo; l'insediamento è situato nella valle montana del Kara Darya.